# La Salina
La Salina is een gemeente in het Colombiaanse departement Casanare. De gemeente, gelegen in de Cordillera Oriental op hoogtes van 1400 tot 4200 meter, telt 1236 inwoners (2005). De gemeente ontleent haar naam aan de belangrijkste economische activiteit; de zoutwinning.
Aguazul · Chameza · Hato Corozal · La Salina · Maní · Monterrey · Nunchía · Orocué · Paz de Ariporo · Pore · Recetor · Sabanalarga · Sácama · San Luis de Palenque · Támara · Tauramena · Trinidad · Villanueva · Yopal